# Polynesian Cultural Center

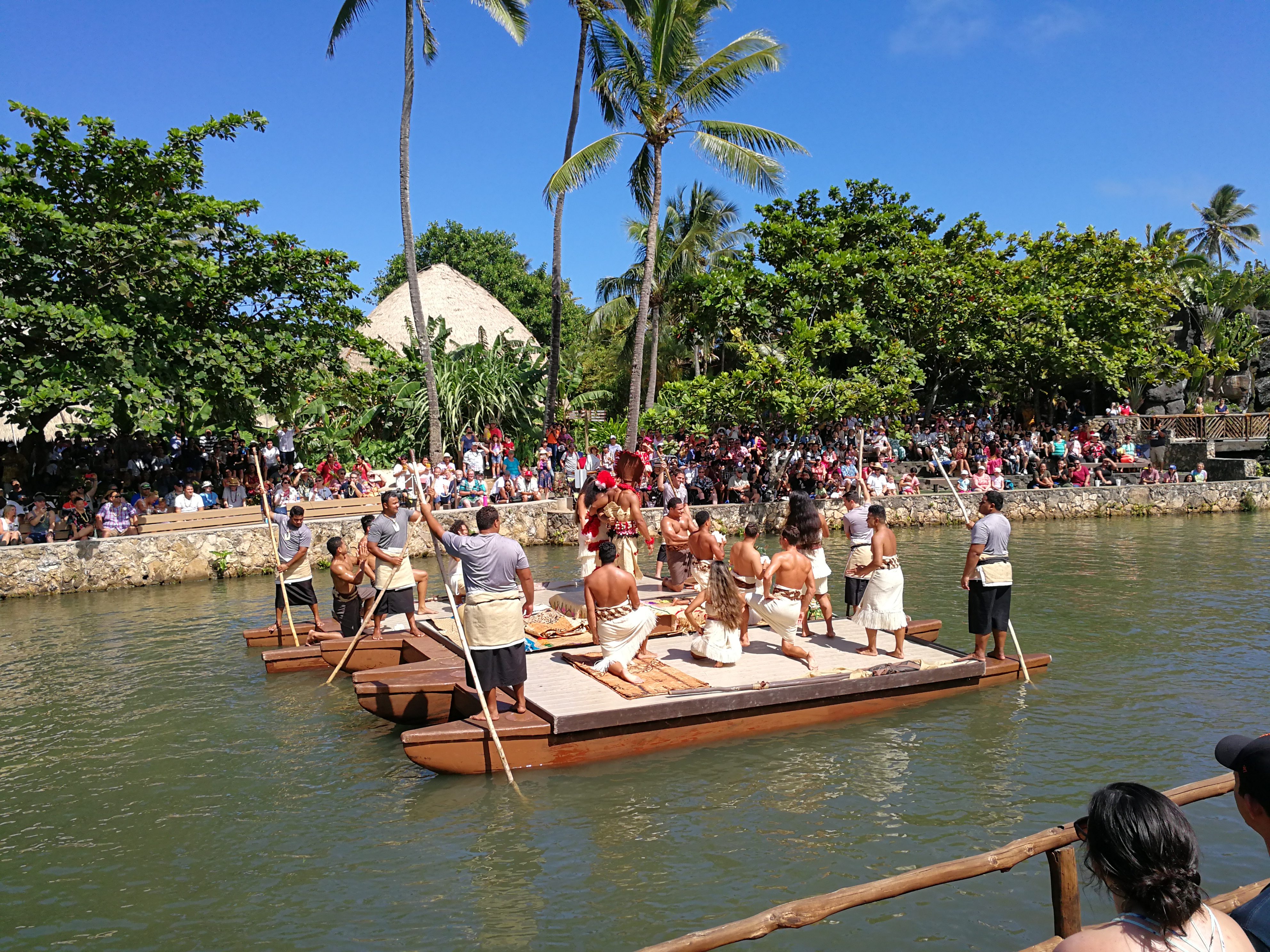
Polynesian Cultural Center

Das Polynesian Cultural Center ist ein 42-Acre (17 ha) großes Freilichtmuseum in Lāʻie auf der Hawaii-Insel Oʻahu. In sieben  nachgebauten Dörfern von Hawaii, Tonga, Samoa, Aotearoa (Neuseeland), Fidschi, Tahiti und den Marquesas-Inseln entlang einer Lagune werden Besuchern die Handwerkskunst, traditionelle Tänze und Lūʻaus der Polynesier präsentiert.

## Geschichte
Die Anfänge des Kulturzentrums gehen auf eine Fundraising-Veranstaltung Ende der 1940er Jahre zurück, als die Mitglieder der Glaubensgemeinschaft der Mormonen, die sich 1865 in Lāʻie angesiedelt hatten, Finanzmittel zum Bau einer Kapelle benötigten. Sie organisierten einen „Hukilau“ – ein hawaiisches Fischereifest mit traditionellem polynesischen Essen und Unterhaltungsprogramm. Das erwies sich als so erfolgreich, dass es anschließend jedes Jahr veranstaltet wurde. In den 1950er Jahren kamen Busladungen voller Besucher nach Lāʻie, um sich die Shows anzusehen, die von Studenten des ebenfalls von den Mormonen betriebenen Church College of Hawaii in Lāʻie produziert wurden. Anfang 1962 wurde der Entschluss gefasst, ein Kulturzentrum zu errichten. Über 100 freiwillige „Arbeitsmissionare“ bauten auf einem zunächst 12-Acre großen Gelände, auf dem zuvor Taro angebaut wurde, die ursprünglich 39 Gebäude mit Materialien, die von den verschiedenen Südseeinseln importiert wurden, sowie ein Amphitheater für 600 Zuschauer. Im Oktober 1963 konnte das Zentrum eröffnet werden. Die Materialkosten beliefen sich auf 1,5 Millionen US-Dollar. Anfangs waren nur die Samstage gut besucht. In den ersten beiden Jahre machten die Betreiber einen Verlust von 1,1 Millionen US-Dollar. Ein erhöhtes Touristenaufkommen in Hawaii sowie gezielte Werbemaßnahmen und Fernsehauftritte führten zu einer erheblichen Steigerung der Besucherzahlen. Ende der 1960er Jahre fanden jeden Abend außer sonntags eine, manchmal sogar zwei Vorstellungen statt, das Amphitheater wurde auf die doppelte Kapazität vergrößert. Mitte der 1970er Jahre wurden weitere Gebäude und ein neues Amphitheater mit 2800 Plätzen gebaut, 1979 folgte ein Restaurant mit 1000 Plätzen. Auch in den folgenden Jahrzehnten wurde das Zentrum kontinuierlich erweitert.

## Kritik
Das Polynesian Cultural Center wurde von Anthropologen, Kuratoren und der US-Steuerbehörde IRS wegen der starken Kommerzialisierung kritisiert. Es sei kein Zentrum der Kultur, sondern des Kommerz. Trotz allem „Kitsch“ wird ihm eine besondere ästhetische Zusammenstellung zugestanden, die seit 1963 über 40 Millionen Besucher angezogen hat. Es wird von Studenten der Brigham Young University das Idyll eines einfachen und unkomplizierten Lebens von Polynesien vorgeführt, wo die Einwohner noch in Grashütten wohnen. Einige Wissenschaftler nannten das Zentrum „anthropologische Science Fiction“. Auch das zum Kauf angebotenen Kunsthandwerk sei von geringerer Qualität als die traditionelle polynesische Kunst. Die traditionelle leichte Kleidung der Polynesier sei den Lehren der Mormonen entsprechend verändert worden. Die physische Nähe aller polynesischer Inseldörfer am Rand einer Lagune, die das Meer darstellt, erwecke den unrealistischen Eindruck, dass die unterschiedlichen polynesischen Gesellschaften dicht nebeneinander lägen, obwohl sie Tausende von Kilometern voneinander entfernt sind. Die meisten der 900 Angestellten des Kulturzentrums sind Studenten, die zum Mindestlohn bezahlt werden.

## Geschäftszahlen
Das steuerbefreite Kulturzentrum erzielte in den letzten Jahren trotz hoher Umsätze und Eintrittspreisen zwischen 95 und 243 US-Dollar pro Person einen operativen Verlust in Millionenhöhe, der nur durch besonders hohe Zuwendungen in manchen Jahren umgekehrt wurde.
| Jahr | Zuwendungen in US-$ | Umsatz in US-$ | Bilanzgewinn in US-$ |
| ---- | ------------------- | -------------- | -------------------- |
| 2011 | 10.396.358          | 53.632.417     | 9.866.805            |
| 2012 | 815.693             | 47.945.445     | −3.980.904           |
| 2013 | 18.430.884          | 67.977.466     | 11.825.146           |
| 2014 | 957.275             | 44.625.031     | −7.438.292           |
| 2015 | 23.331.329          | 67.979.549     | 2.632.339            |
| 2016 | 1.999.612           | 50.835.892     | −7.160.341           |
| 2017 | 201.295             | 55.988.186     | −3.369.802           |
| 2018 | 142.541             | 59.825.619     | −2.282.821           |